# Rückholz

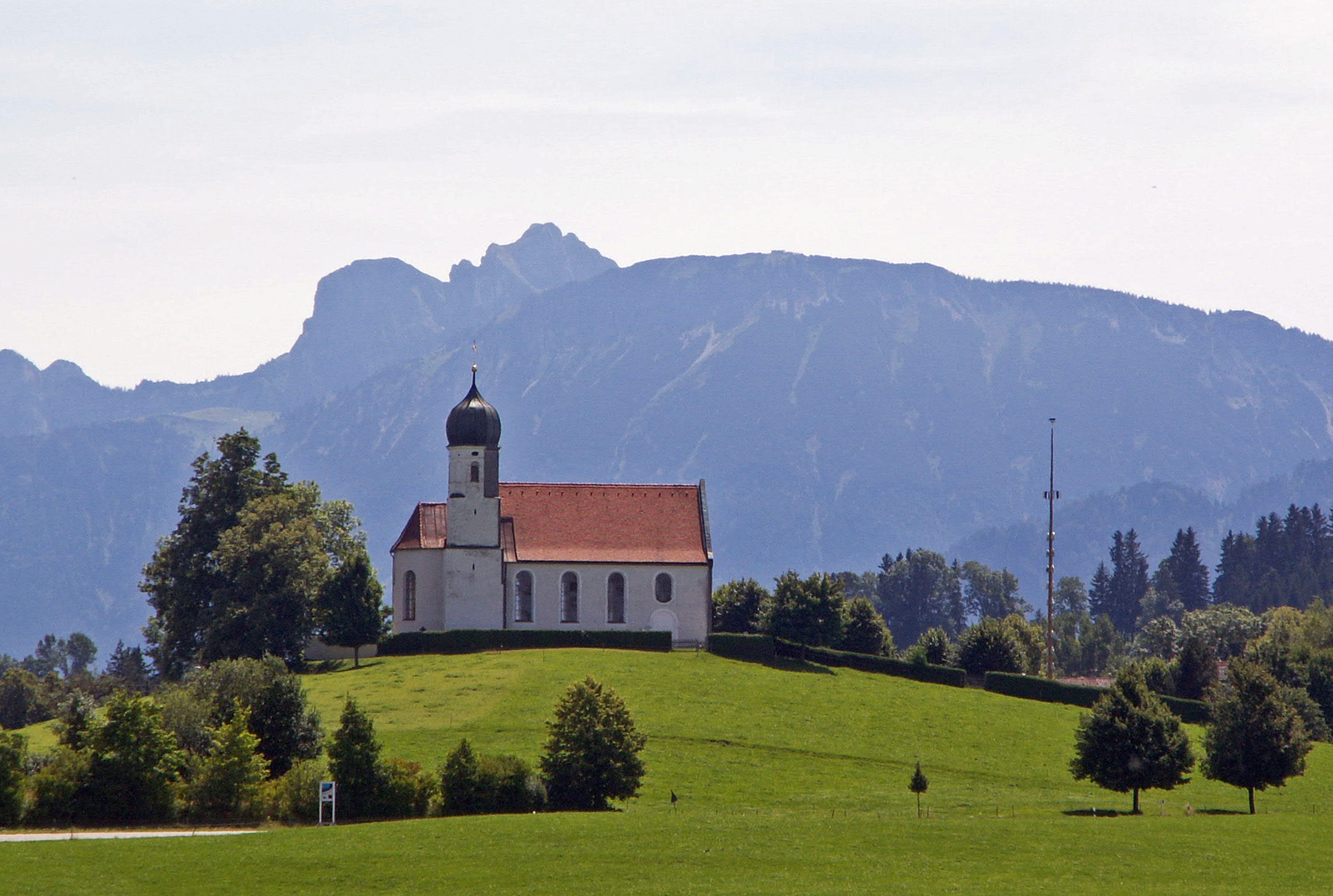
Rückholz – Kirche mit Aggenstein und Breitenberg

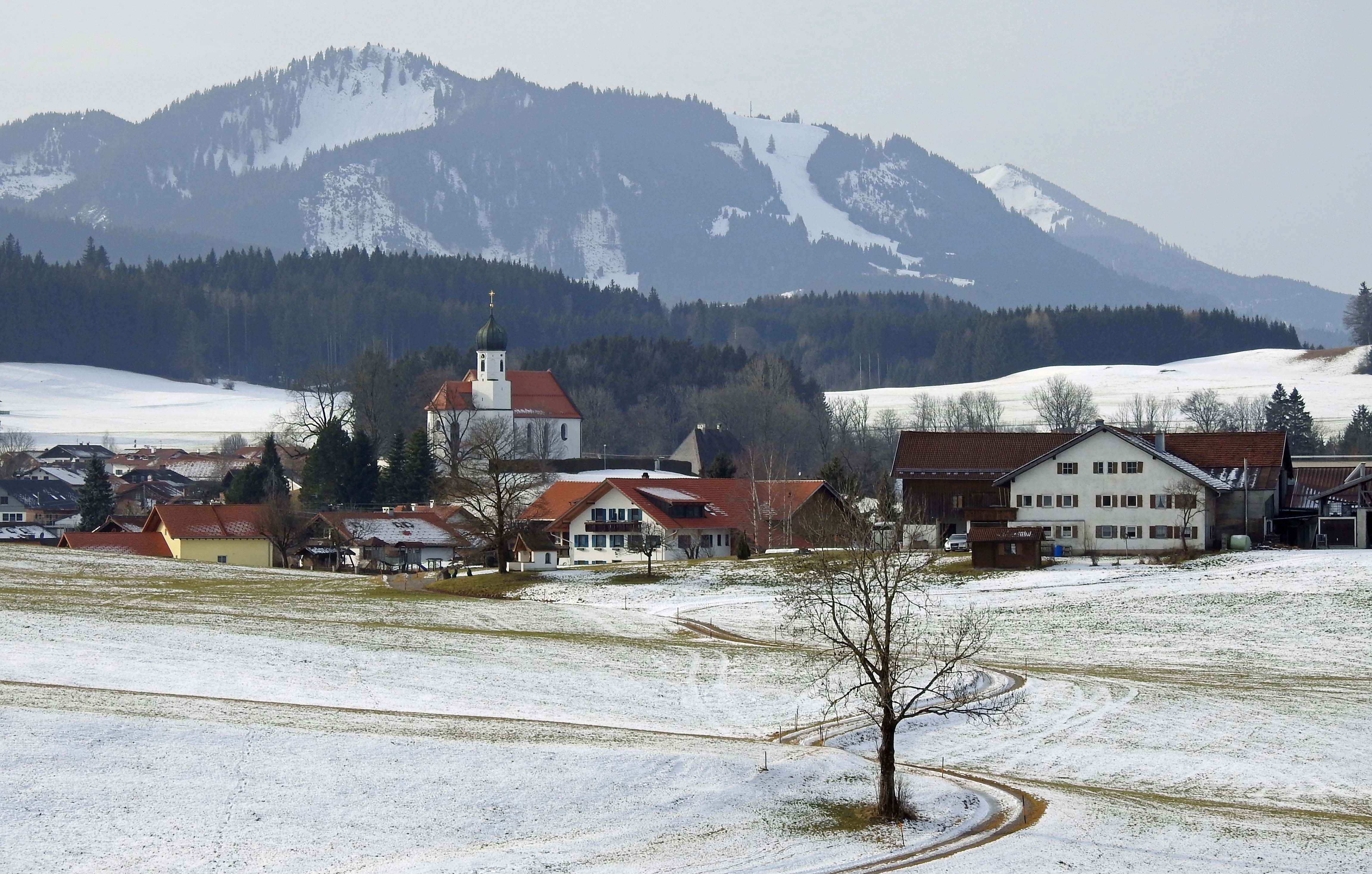
Rückholz von Nordosten

Rückholz ist eine Gemeinde im schwäbischen Landkreis Ostallgäu. Die Gemeinde ist Mitglied der Verwaltungsgemeinschaft Seeg.

## Geografie
Rückholz liegt in der Region Allgäu im Seenland am Fuß der Allgäuer Alpen.
Das Gemeindegebiet liegt rund 900 m ü. NHN hoch und weist eine Reihe idyllischer Weiher auf, u. a. den Grundweiher, Luimooser Weiher, Neuweiher, Schönewalder Weiher, Schwaltenweiher und Trollweiher.
Es gibt nur die Gemarkung Rückholz.
Die Gemeinde hat 25 Gemeindeteile (in Klammern ist der Siedlungstyp angegeben):
- Batzengschwenden (Weiler)
- Eiterberg (Dorf)
- Fischhaus (Einöde)
- Goldhasen (Weiler)
- Guggenmoosen (Weiler)
- Hirschbühl (Einöde)
- Höhen (Weiler)
- Hollen (Einöde)
- Holz (Weiler)
- Holzleuten (Dorf)
- Kessa (Einöde)
- Lerchegg (Einöde)
- Luimoos (Weiler)
- Oberprost (Einöde)
- Otten (Einöde)
- Rückholz (Pfarrdorf)
- Schloßhof (Einöde)
- Schönewald (Weiler)
- Schwalten (Weiler)
- Seeleuten (Weiler)
- Stadels (Einöde)
- Stelle (Einöde)
- Treffisried (Weiler)
- Trollen (Weiler)
- Unterprost (Einöde)

Im Hauptort leben rund 450 Einwohner, weitere 400 Einwohner in den 24 umliegenden Orten.

## Geschichte

### Bis zur Gemeindegründung
Rückholz war im Mittelalter Sitz einer Herrschaft, die seit 1474 dem Kloster St. Mang gehörte.  Der Sitz eines Oberen und Unteren Gerichts fiel im Reichsdeputationshauptschluss 1803 an die Fürsten Oettingen-Wallerstein. Mit der Rheinbundakte 1806 kam der Ort zum Königreich Bayern. Im Zuge der Verwaltungsreformen in Bayern entstand mit dem Gemeindeedikt von 1818 die Gemeinde Rückholz.
Die Herrschaft Falkensberg, um 1512 im Besitz Kaiser Maximilians, umfasste bis zu ihrer Auflösung 1610 ebenfalls einen Teil des heutigen Gemeindegebiets von Rückholz. Das Schloss selbst wurde 1593 abgebrochen, am Hof Schlossbauer erinnern ein Bild und ein Gedenkstein.

### Einwohnerentwicklung
| Jahr      | 1961 | 1970 | 1987 | 1991 | 1995 | 2000 | 2005 | 2010 | 2015 | 2020 |
| Einwohner | 590  | 600  | 726  | 776  | 820  | 827  | 837  | 790  | 845  | 892  |

Rückholz wuchs von 1988 bis 2008 um 60 Einwohner bzw. etwa acht Prozent. Zwischen 1988 und 2018 wuchs die Gemeinde von 746 auf 877 um 131 Einwohner bzw. um 17,6 %.

## Politik

### Gemeinderat und Bürgermeister
Dem Gemeinderat gehören acht Personen an, die über eine gemeinsame Liste gewählt wurden. Erster Bürgermeister ist seit 2014 Franz Erl (parteilos).

### Wappen

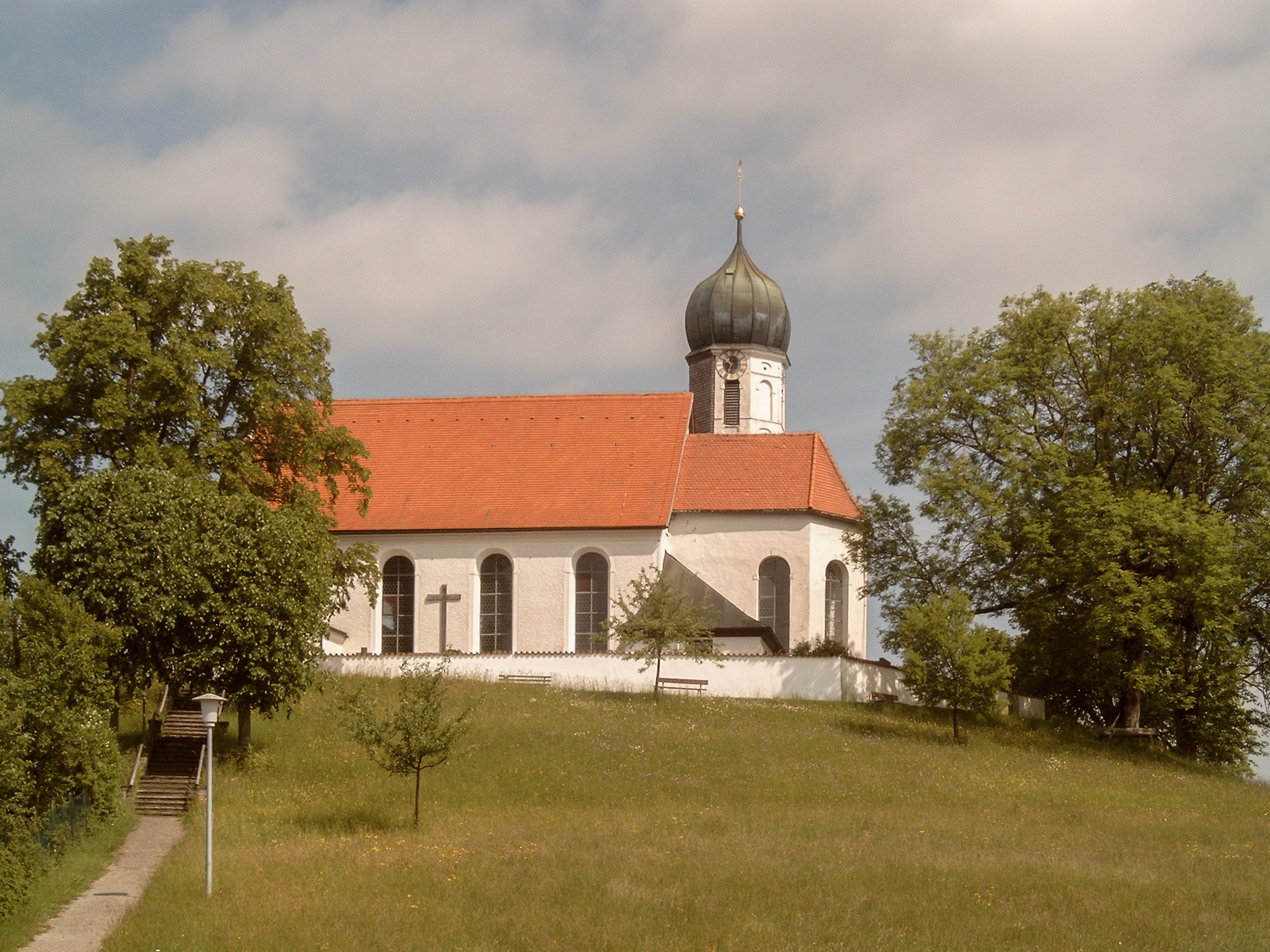
Rückholz, Kirche

| Wappen von Rückholz | Blasonierung: „In Rot ein aus silbernem Dreiberg wachsender goldener Abtstab.“ |
| Wappen von Rückholz |                                                                                |

## Sehenswürdigkeiten
- Katholische Pfarrkirche St. Georg (erbaut vor 1465, erweitert 1740) und Pfarrhaus
- Mariengrotte (erbaut 1893)

### Bilder

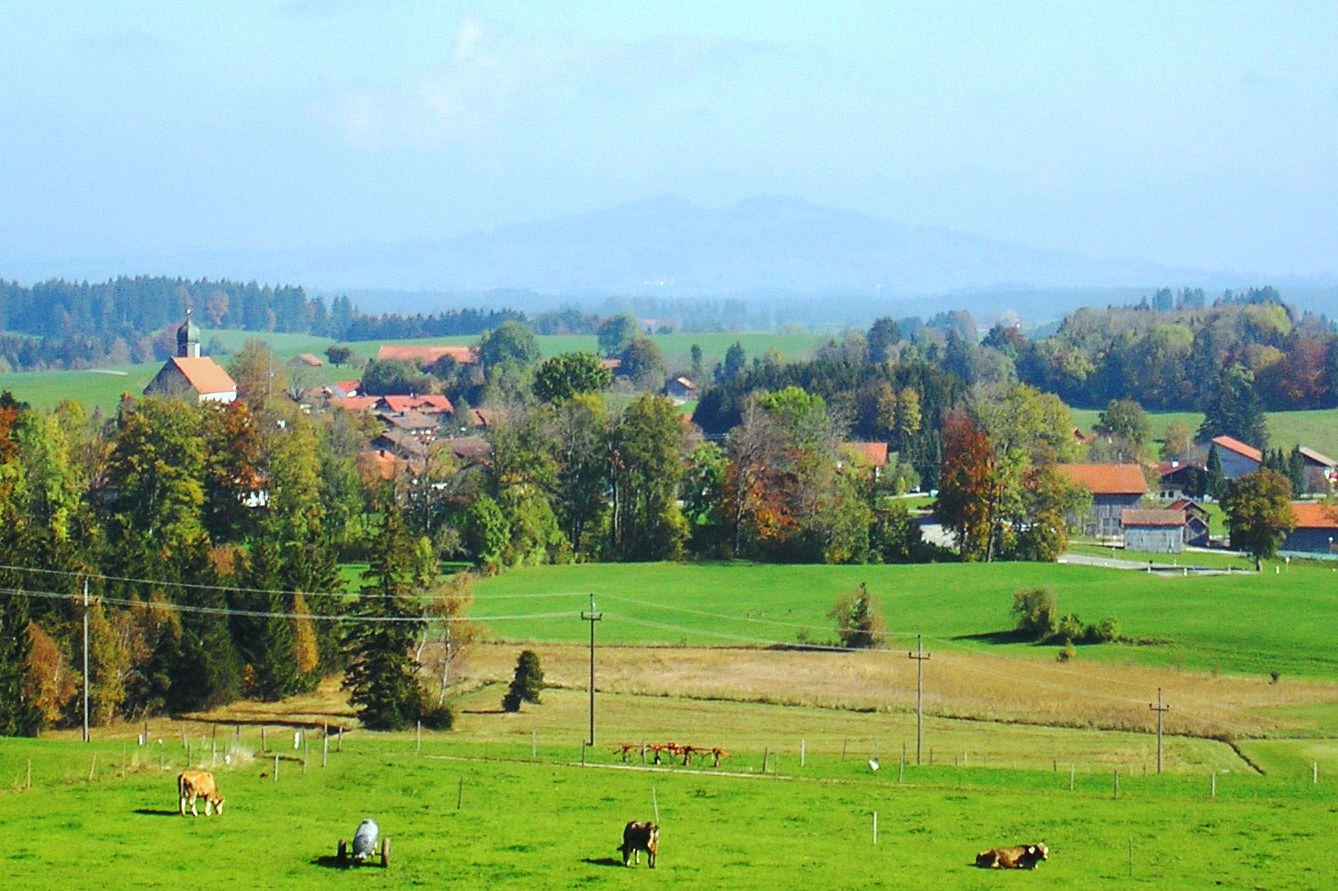
Rückholz von Hollen aus gesehen
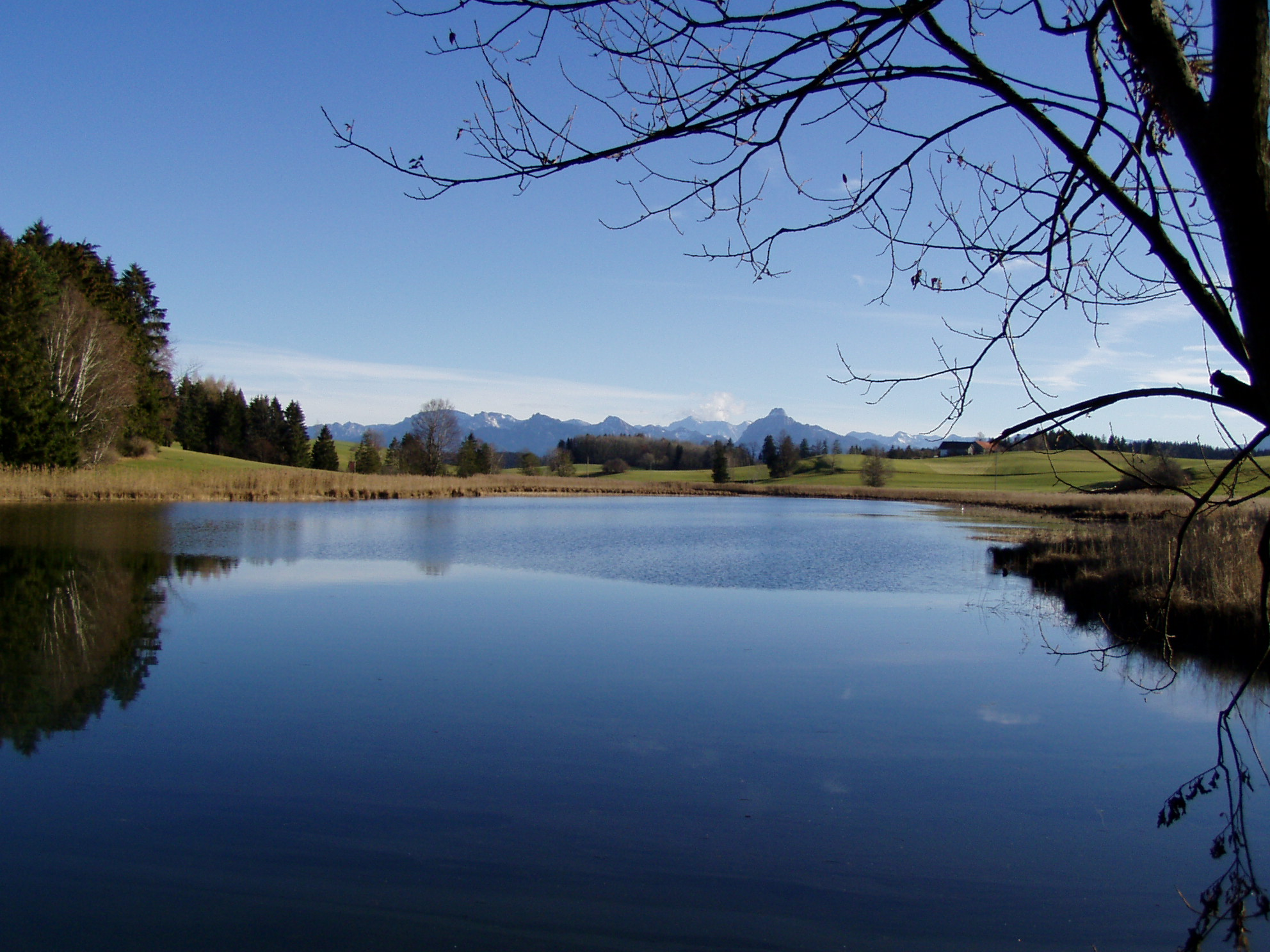
Grundweiher
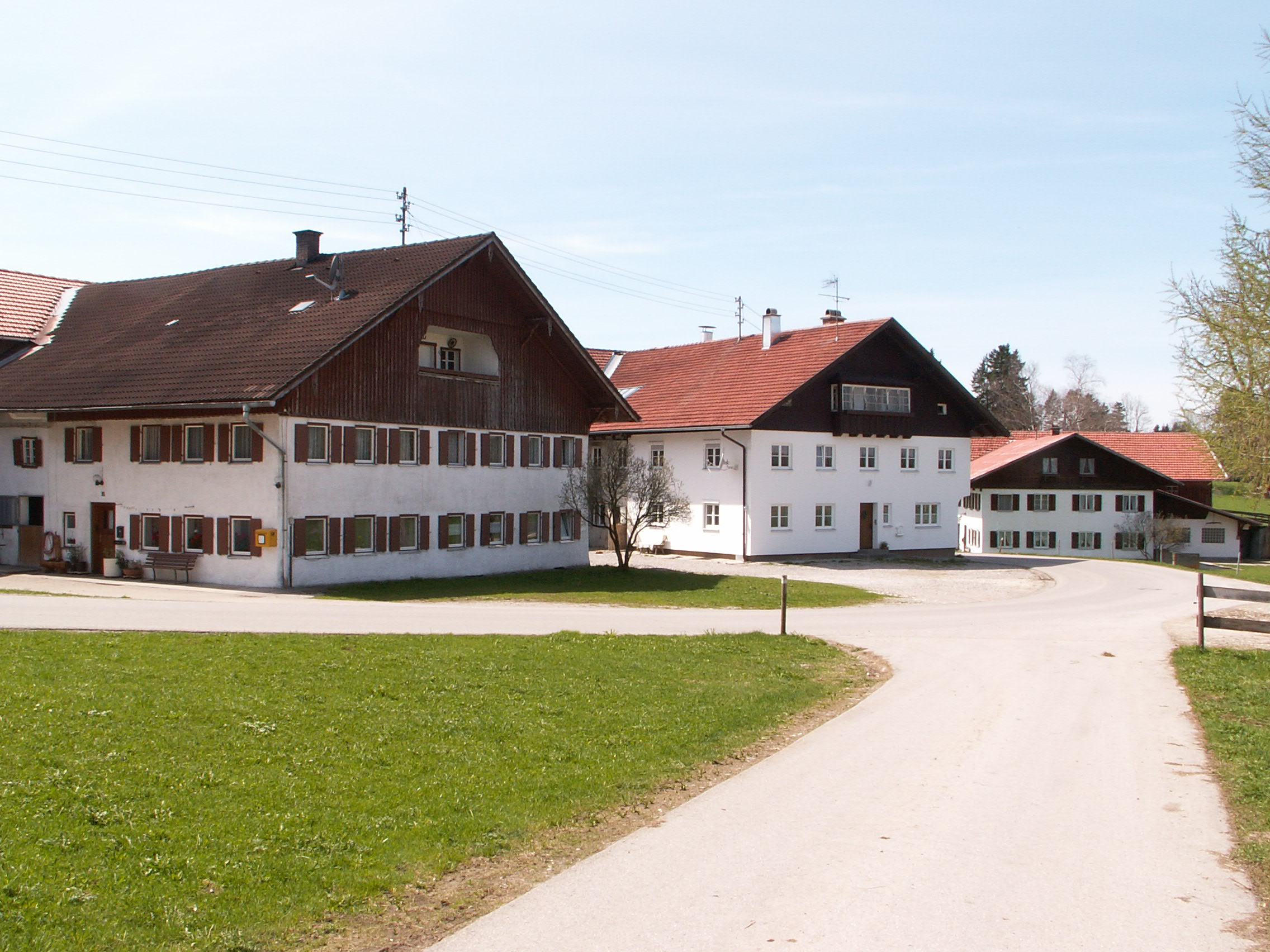
Holzleuten
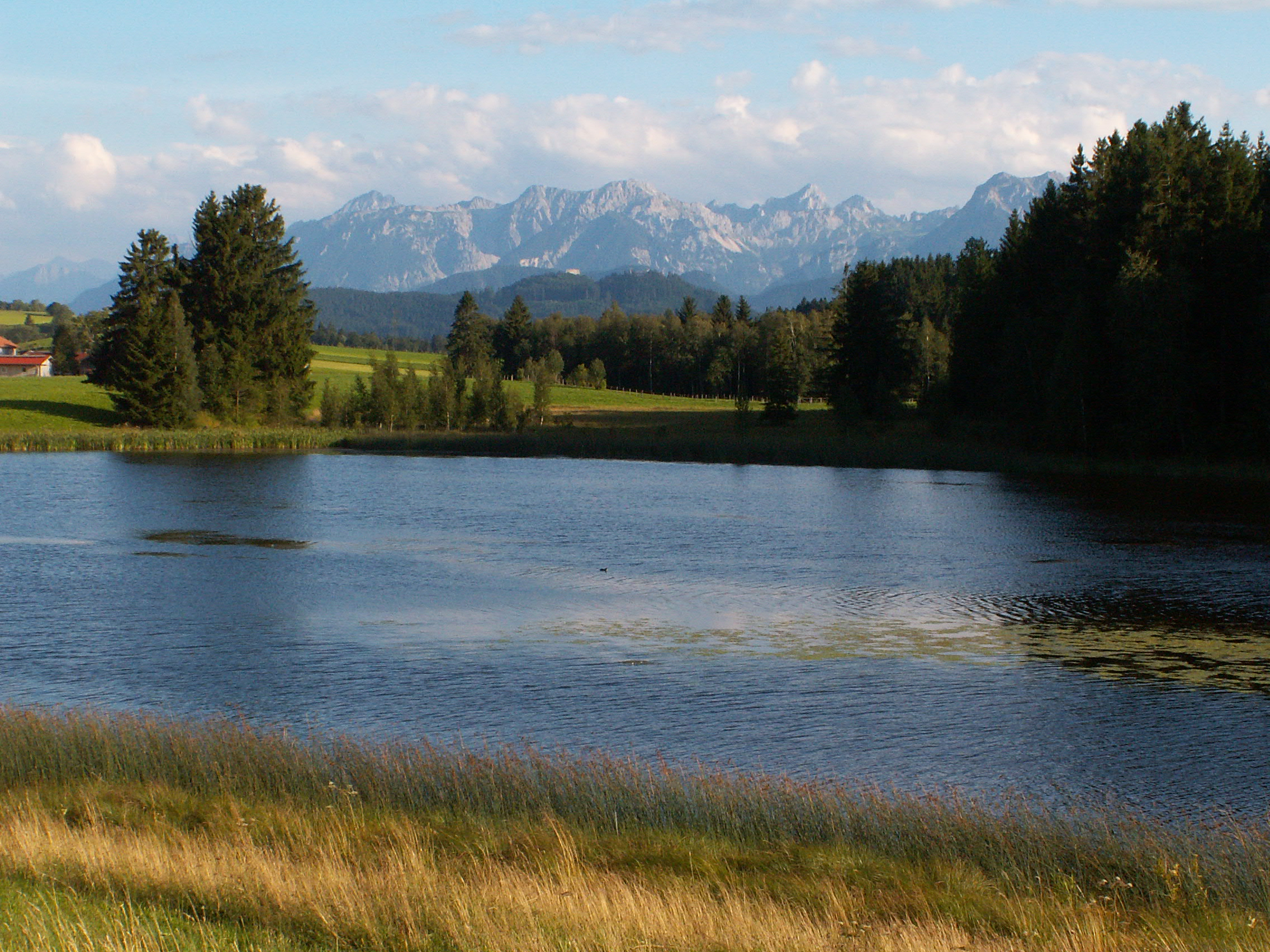
Luimooser Weiher
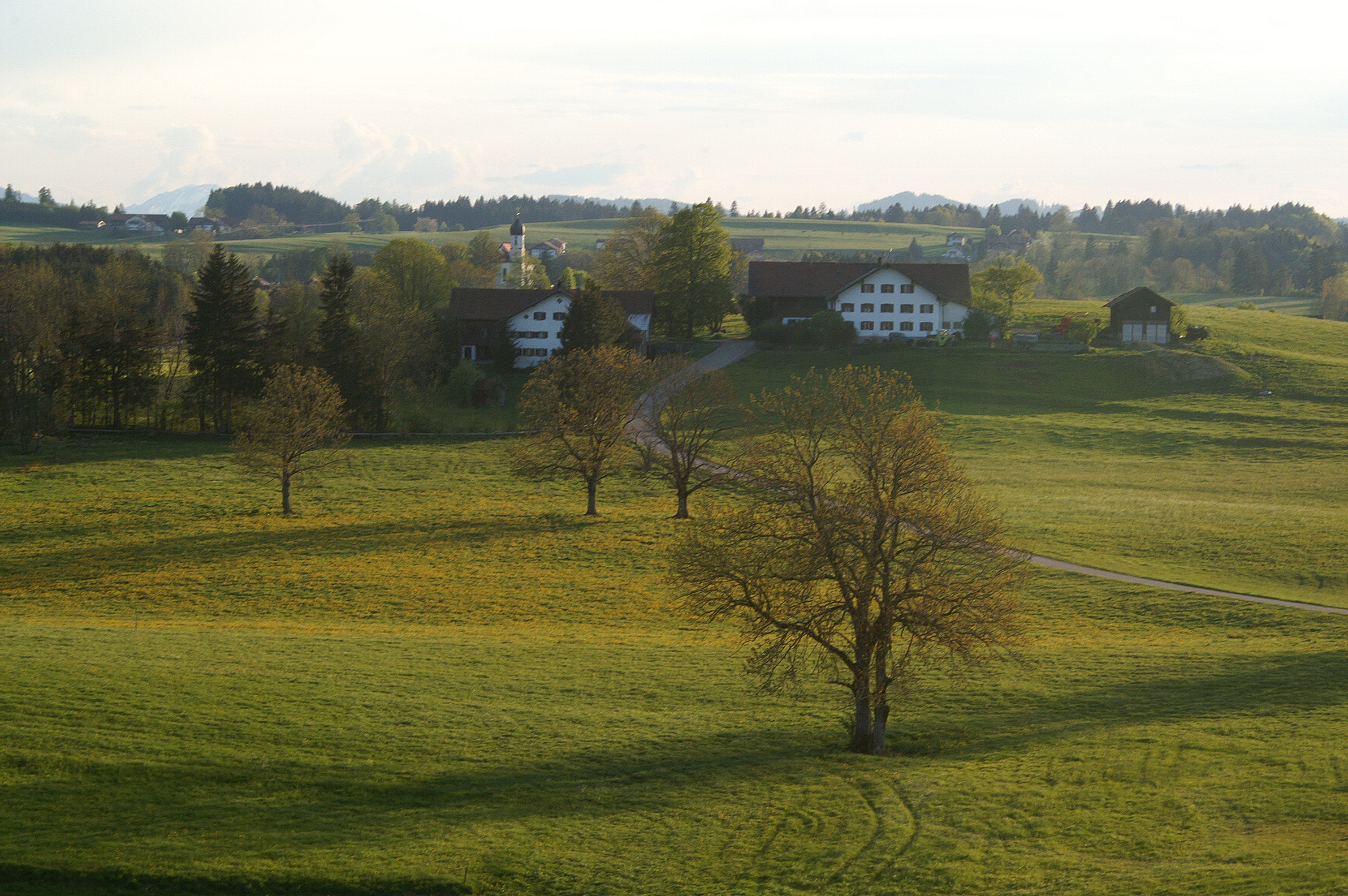
Otten
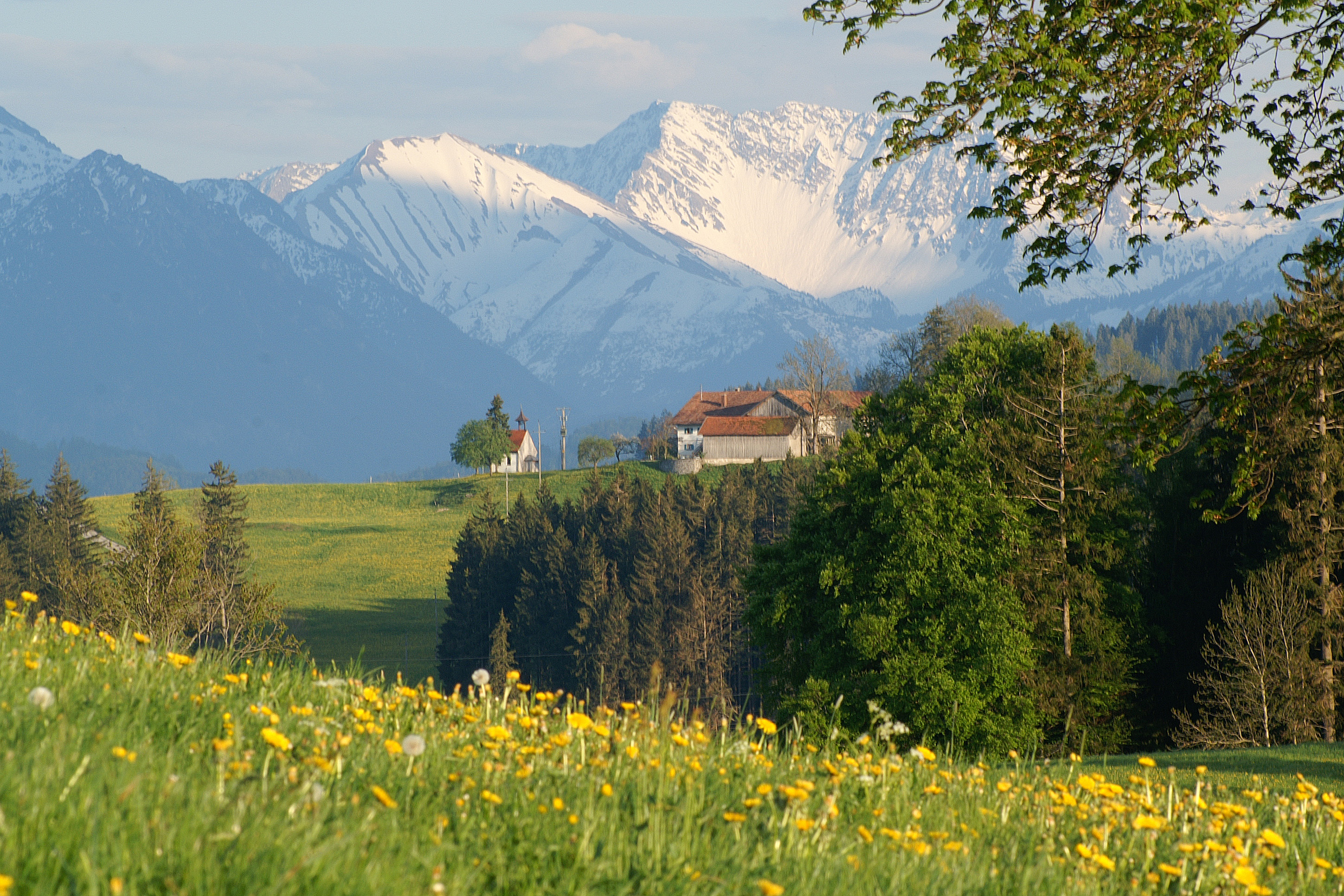
Schlosshof
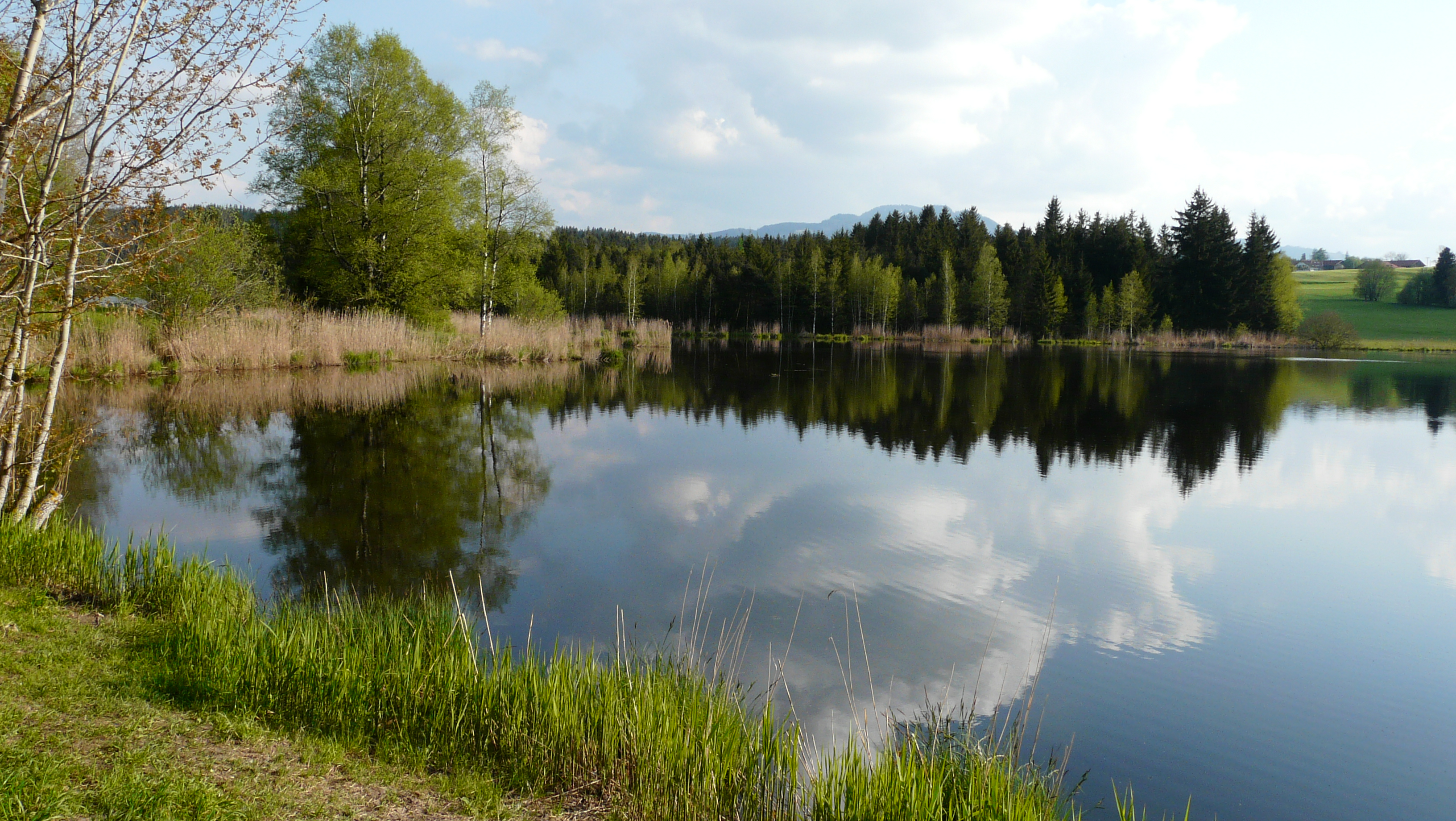
Schönewalder Weiher
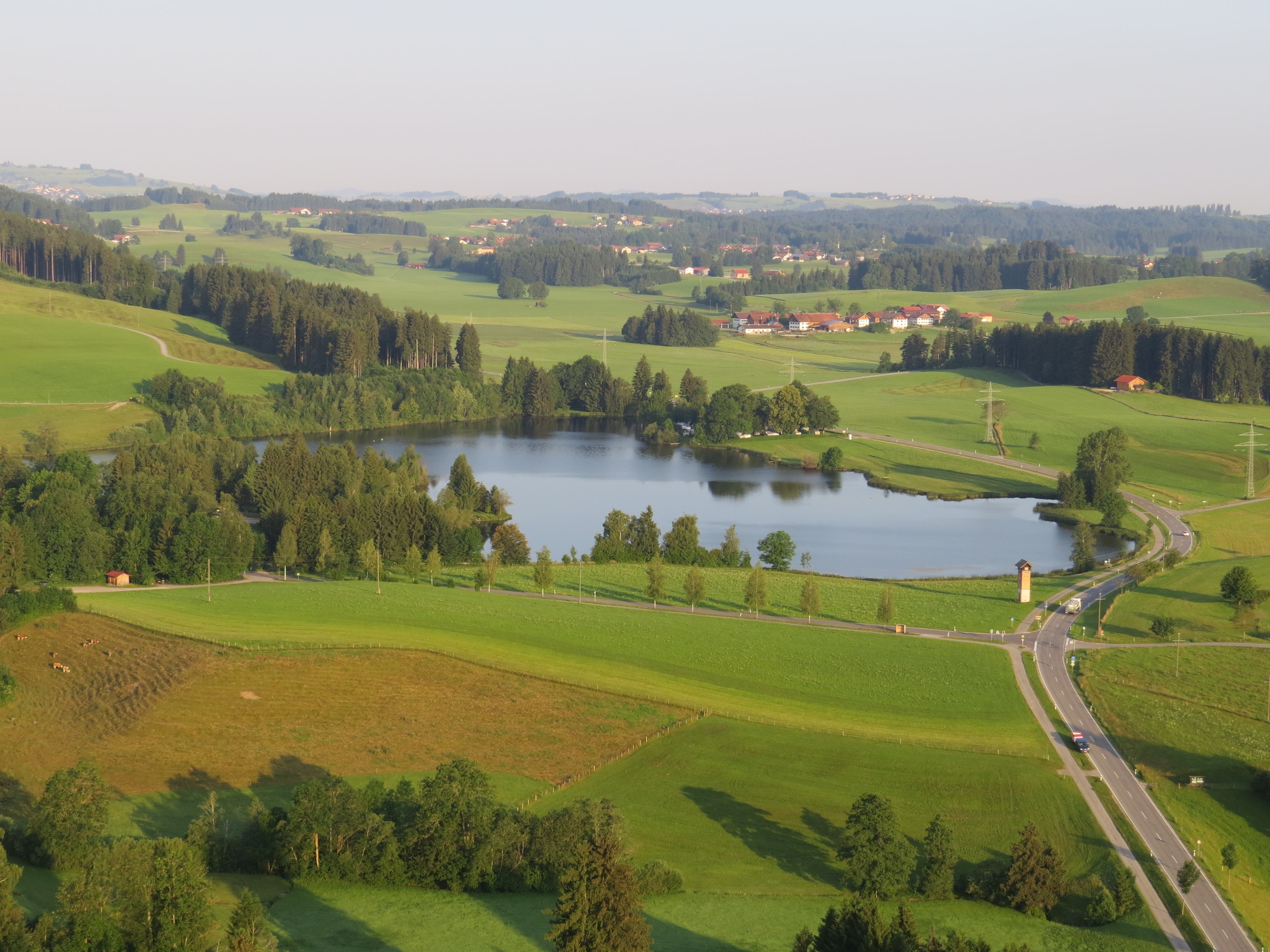
Schwaltenweiher von Osten
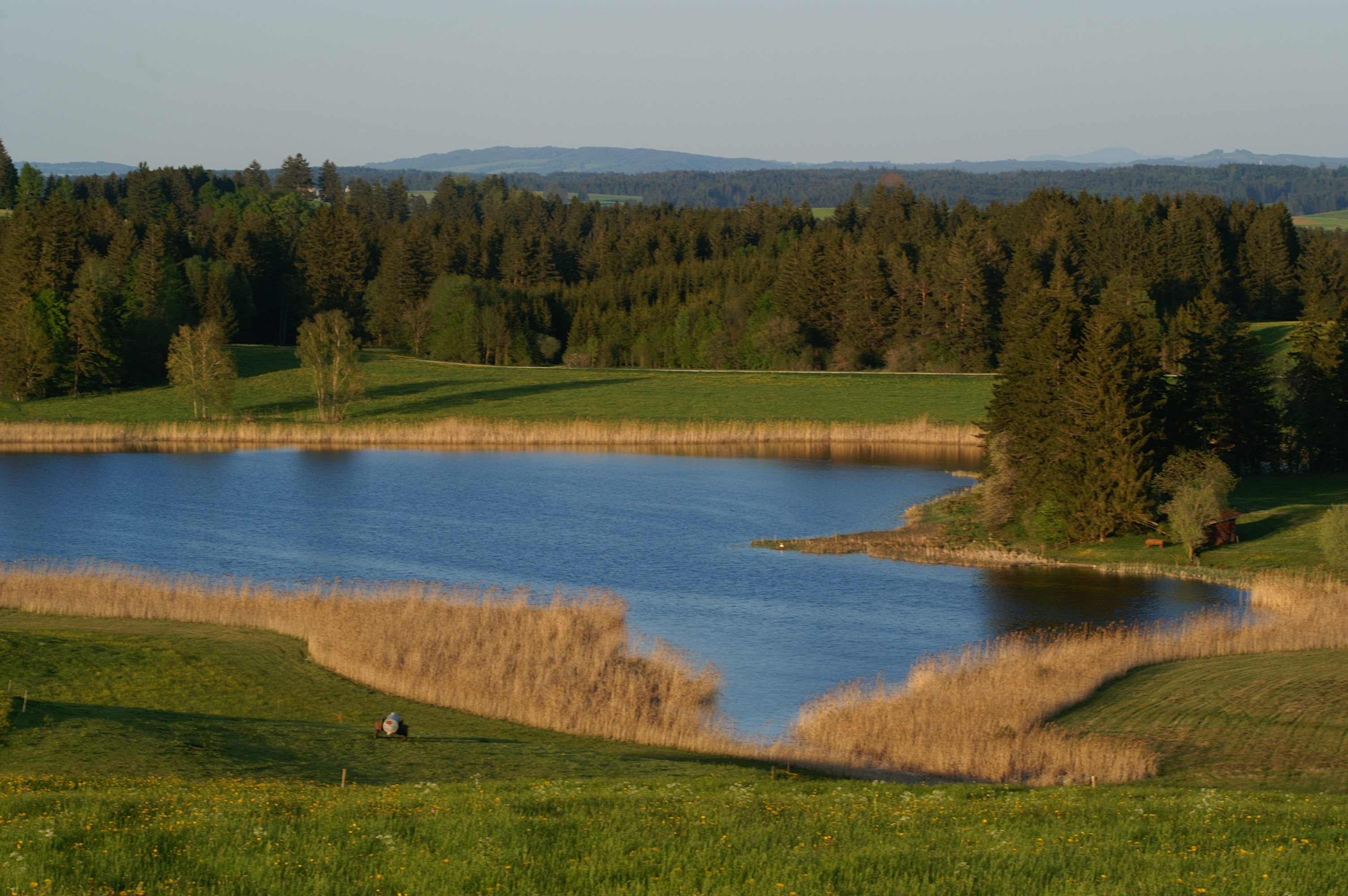
Trollweiher
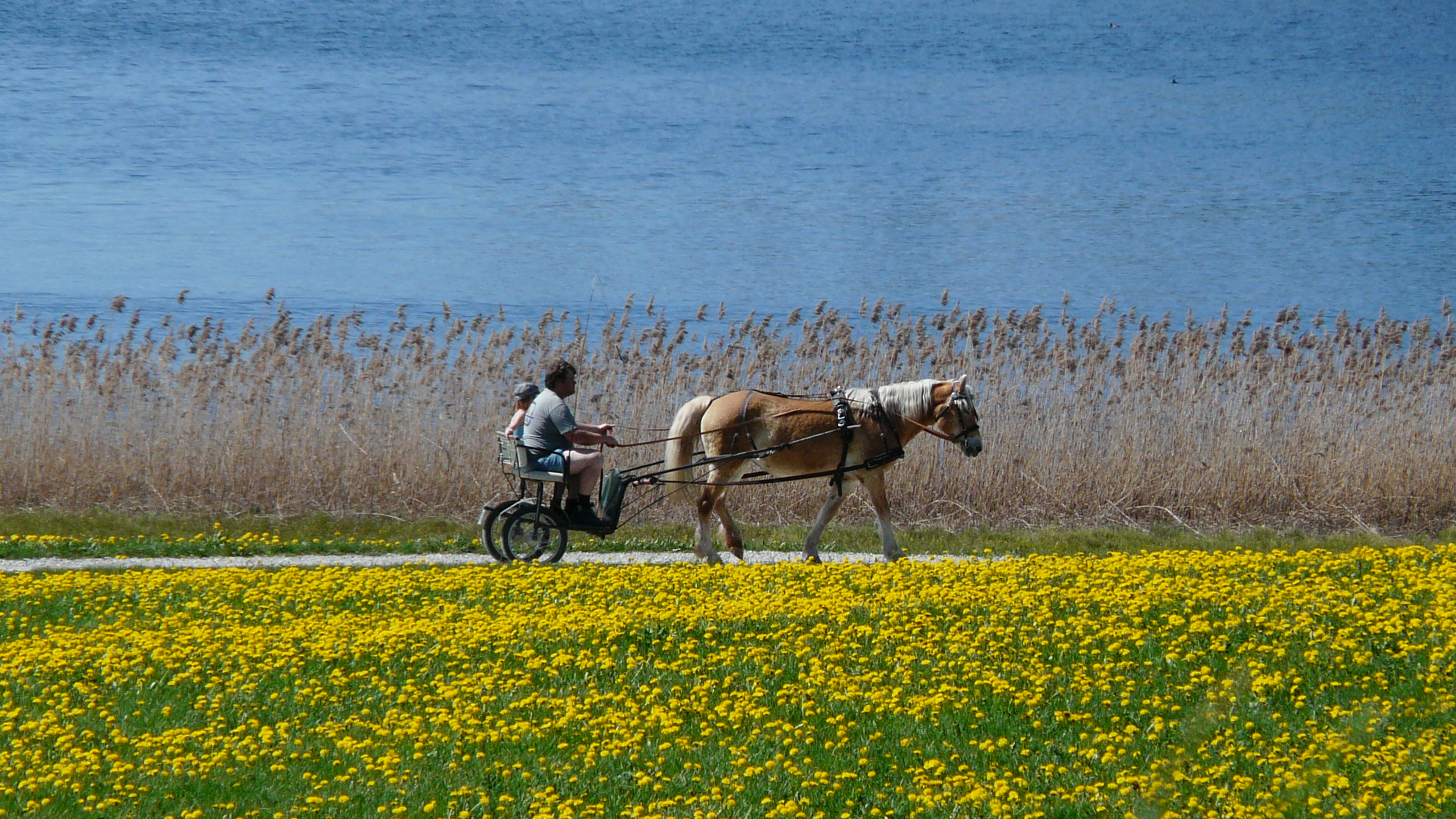
Löwenzahnblüte am Trollweiher
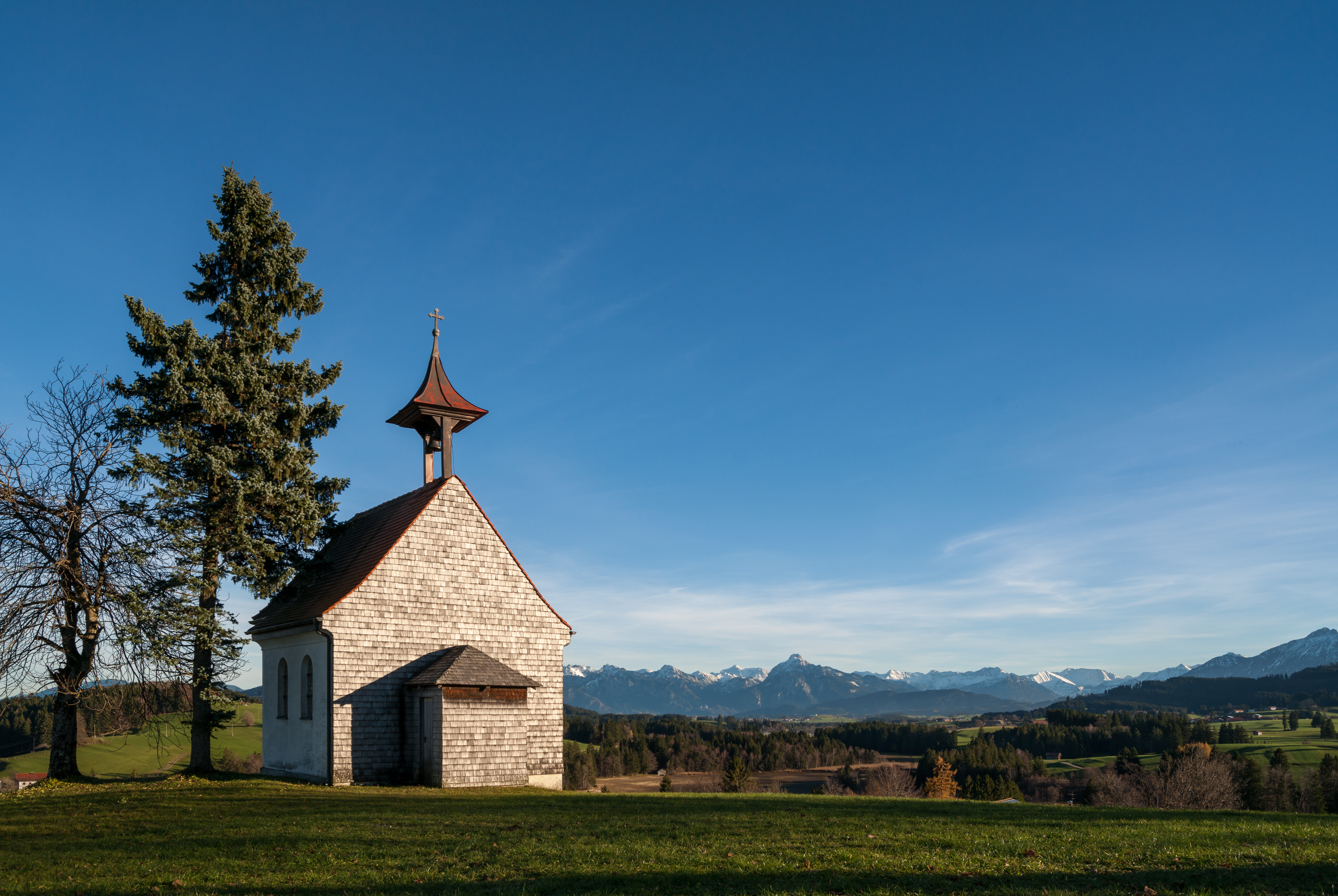
Schlosshof Herz-Jesu Kapelle

## Wirtschaft und Infrastruktur

### Wirtschaft einschließlich Land- und Forstwirtschaft
Es gab im Jahr 2021 nach der amtlichen Statistik in er Land- und Forstwirtschaft drei, im produzierenden Gewerbe 197 und im Bereich Handel und Verkehr keine sozialversicherungspflichtig Beschäftigte am Arbeitsort. Sozialversicherungspflichtig Beschäftigte am Wohnort gab es insgesamt 385. Im verarbeitenden Gewerbe gab es zwei, im Bauhauptgewerbe vier Betriebe. Zudem bestanden im Jahr 2020 49 landwirtschaftliche Betriebe mit einer landwirtschaftlich genutzten Fläche von 1336 ha, davon waren 1329 ha Dauergrünfläche.

### Bildung
Im Jahr 2022 gab es folgende Einrichtungen:
- 1 Kindergarten: 44 Kindergartenplätze mit 40 Kindern

### Wasserversorgung
Die Gemeinde hatte bis 2018 eine eigene Wasserversorgung im Ortsteil Schönewald und ist seither an die kommunale Wasserversorgung des Marktes Nesselwang angeschlossen.

### Öffentlicher Nahverkehr
Seit Mai 2024 hält der DAV BergBus (Linie 996) Richtung Wieskirche und München-Pasing in Rückholz. Die Buslinie wird nur während der Sommersaison am Wochenende bedient und liegt komplett im Tarifgebiet des MVV.

## Söhne und Töchter der Gemeinde
- Hans Angerer (* um 1620; † 1650 in Turin), Lautenbauer